# Loulé
Loulé(z arabského názvu Al-Ulya) je okresní město ve stejnojmenném okrese v jihozápadní části Portugalska, v regionu Algarve, distriktu Faro. Loulé leží na pobřeží Atlantského oceánu, v Cádizském zálivu, ze severu obklopené pohořím Serra de Monchique. Je oblíbeným turistickým cílem s mnoha památkami a písečnými plážemi.
Město má rozlohu 763,67 km2 a v roce 2022 zde žilo přes 72 300 obyvatel.

## Administrativní členění
Okres je rozdělen do devíti takzvaných freguesií, jež odpovídají dřívějším farním obvodům.. jsou toː
- Almancil
- Alte
- Ameixial
- Boliqueime
- Quarteira
- Querença, Tôr e Benafim
- Salir
- São Clemente
- São Sebastião

## Historie

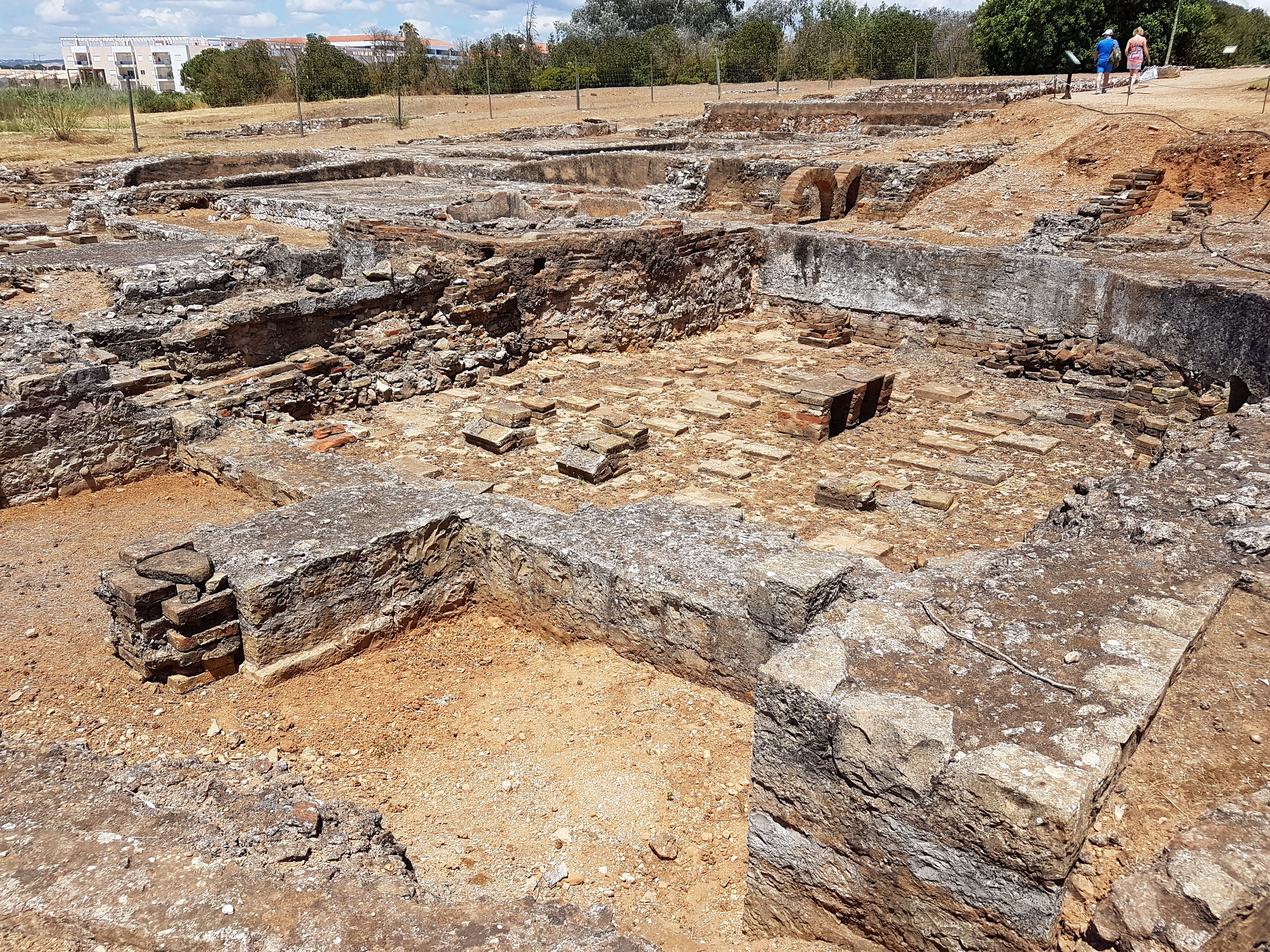
Základy římského domu v Cerro da Villa Romana

Oblast byla osídlilena od starší doby kamenné, obyvatelé užívali četné jeskyně, kolem nynějších obcí Goldra, Esparguina a Matos da Nora. Osadu zde založili Féničané, po nich následovali Řekové, Kartáginci a Římané, kteří se po druhé punské válce ve 2. století zasloužili o hospodářský rozvoj města Cerro da Villa Romana, zemědělství, těžbu mědi a železa, vytesali kamenný oltář bohyně Diany, založili vesnice Clareanes, Apra a nekropoli. V 5. století Svébové a Vandalové a po nich Vizigóti mnohé římské stavby zničili.
Příchod muslimských Maurů v 8. století vedl ke vzestupu historického sídla Al-'Ulya' pod vedením Taifa Íbn Mafoma. Druhá polovina 12. století byla epochou s politickou a vojenskou nestabilitou, Al-'Ulya' byla opevněna. Zbytky primitivní pevnosti zůstávají prakticky nedotčené, věž Taipa (Torre da Vela) při ulici Rua da Corredora (dnes Rua Engº Duarte Pacheco).
Zvonice kostela São Clemente byla původně minaretem bývalé muslimské mešity, je jedním z mála zbývajících islámských náboženských architektonických prvků z vlády Maurů v Portugalsku. Naproti kostelu se nachází Jardim dos Amuados, starý maurský muslimský hřbitov. Hrad Loulé v roce 1249 dobyl král Alfons III. za podpory Paia Perese Correiy, rytíře Svatojakubského řádu, a začlenil do Portugalského království. 
Za portugalské námořní expanze Algarve ekonomicky prosperovalo. Loulé zaujalo důležité místo ve vývozu vína, olivového oleje, sušeného ovoce, řemeslných výrobků, soli a ryb. V roce 1422 byly přestavěny hradby. V roce 1471 byl vystavěn špitál pro zraněné vojáky z bitev v Tangeru. 
Koncem 16. století, po bitvě o Alcácera Quibira, ztratilo Portugalsko nezávislost. Loulé bylo ohroženo pobřežními útoky pirátů, ale stavební aktivita rostla, zejména novými kostely.
Začátkem 18. století, za vlády Jana V. Portugalsko ekonomicky prosperovalo s podporou dovozu zlata z Brazílieː mnohé kostely získaly z kořisti zlaté poklady, keramické obklady azulejos a další umělecké předměty. Ničivé zemětřesení v letech 1722 a 1755 pobořilo hrad. Kostel a klášter Graça se zřítily a farní kostel utrpěl vážné škody. Také civilní budovy byly poničeny. Krize pokračovala i za napoleonských válek. Teprve průmyslové aktivity kolem poloviny 19. století pozvedly hospodářskou prosperitu města.

## Památky a  architektura

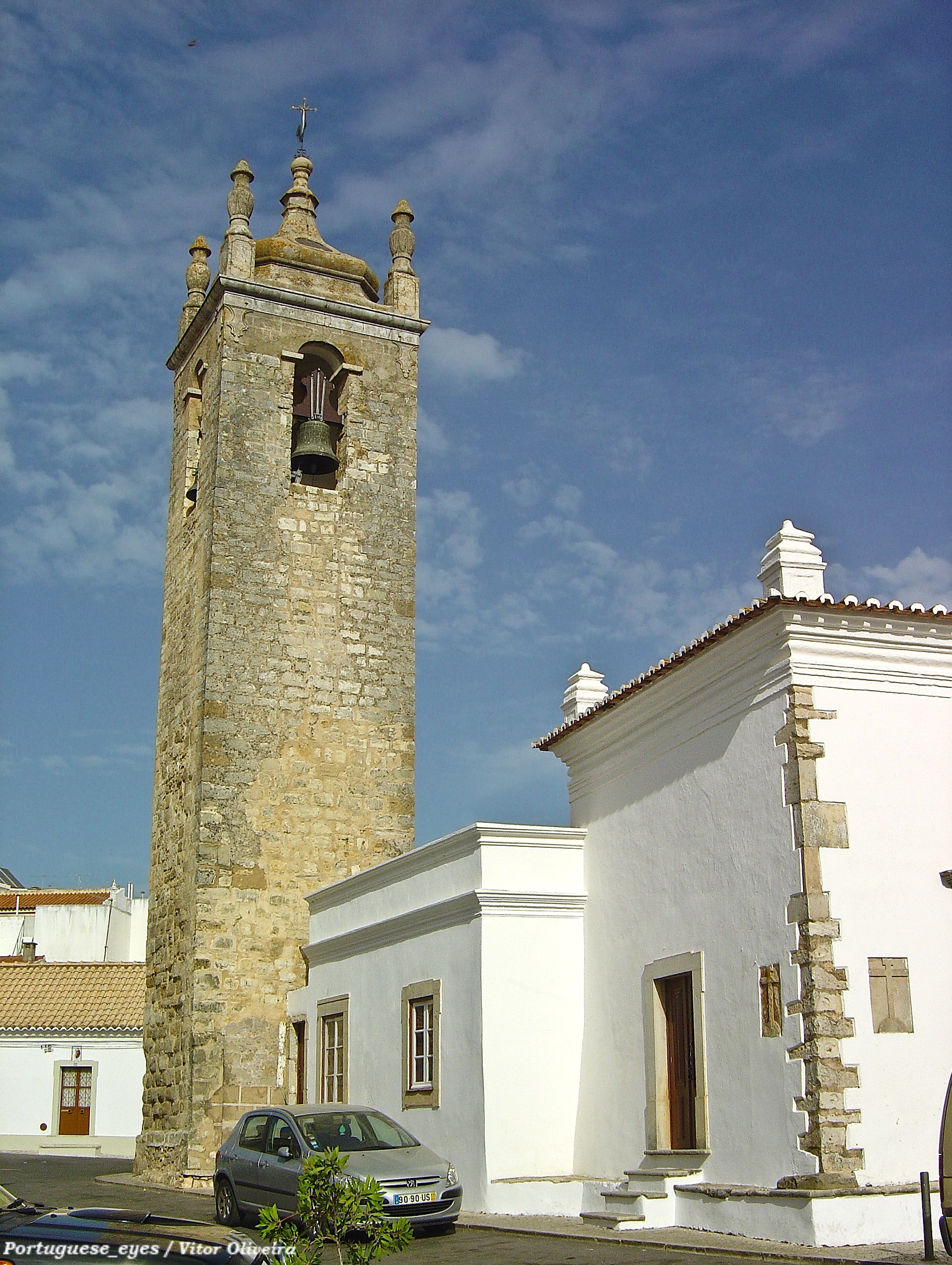
Kostel sv. Klimenta s věží z minaretu mešity

- Hrad - opevnění zbořeno v 19.- století a znovu dostavěno za vlády nacionalistů
- São Clemente - kostel svatého Klimenta se středověkou věží, původně minaretem maurské mešity; hlavní farní chrám města
- kostel sv. Sebastiána (São Sebastião), založen na konci 15. st
- kostel Nanebevzetí Panny Marie, v místní části Querença
- městská tržnice, barokní budova na náměstí
- bývalý kláštera sv. Ducha, nyní univerzitní institut dona Afonsa
- „Igreja e Hospital de Nossa Senhora dos Pobres, kostel se špitálem Panny Marie milosrdných sester

## Sport
- Estádio Algarve, multifunkční stadion se sklopnými střechami, otevřený roku 2004. Je sídlem klubů SC Farense a Louletano D.C., užívá jej také portugalská fotbalová reprezentace. Konalo se zde mistrovství Evropy ve fotbale UEFA 2004 nebo automobilová rallye Portugal 2007. Hrají se zde také profesionání tenisové turnaje.

## Osobnosti
- José Mendes Cabeçadas (1883-1965), portugalský voják, námořník a politik
- Aníbal Cavaco Silva (* 1939), portugalský politik, ministr a v letech 2006–2016 prezident

## Fotogalerie

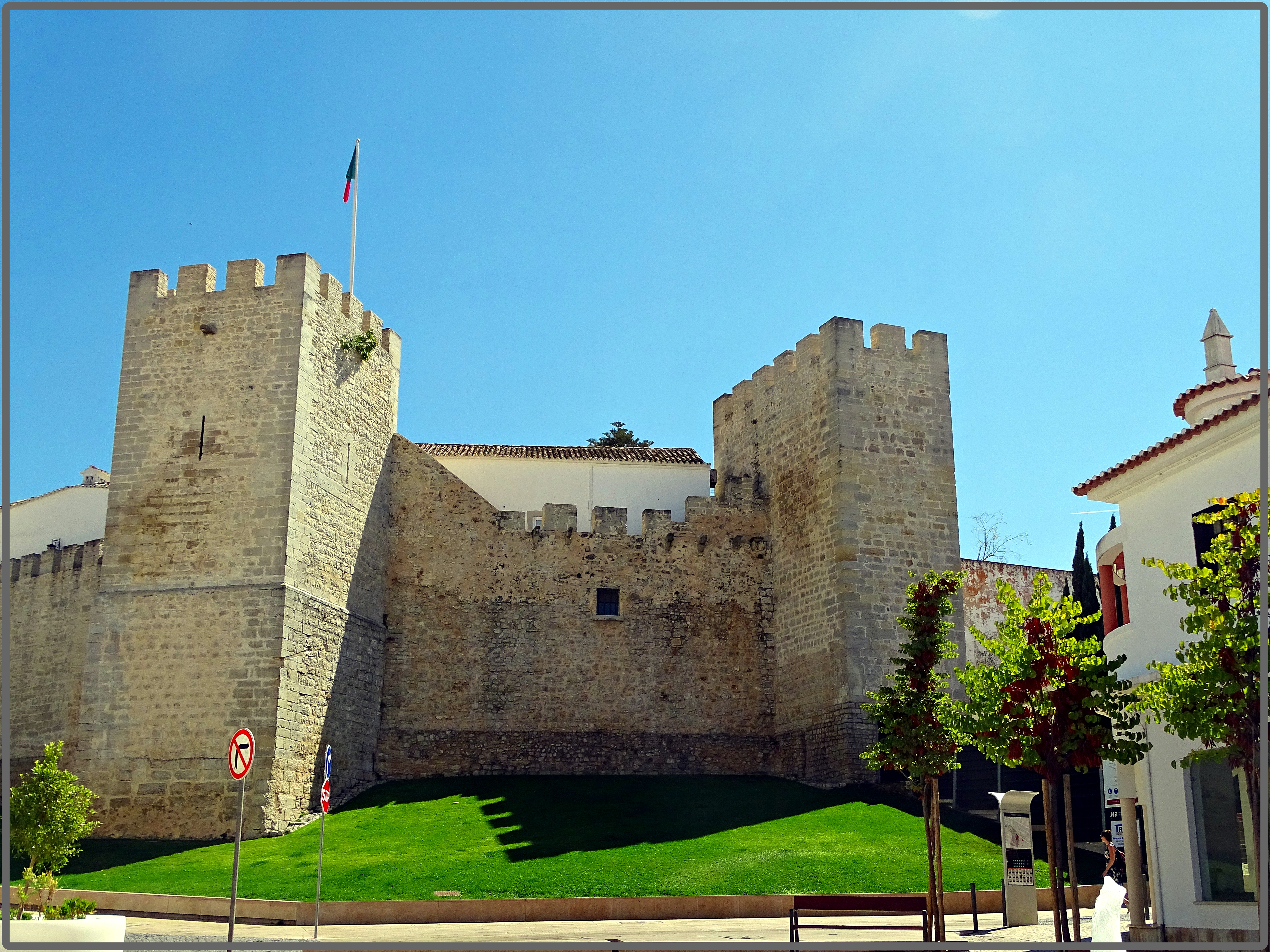
Hrad
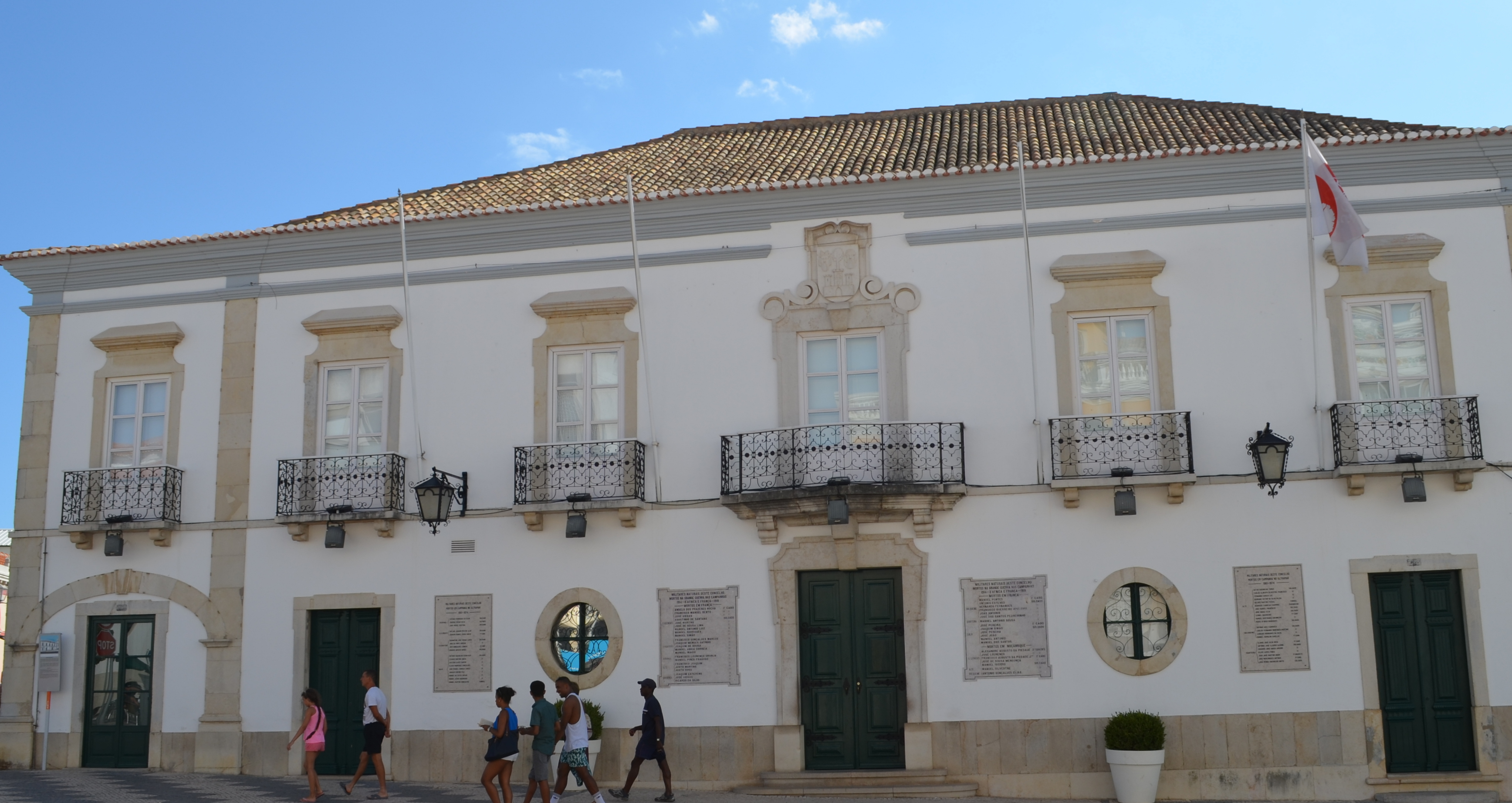
Radnice
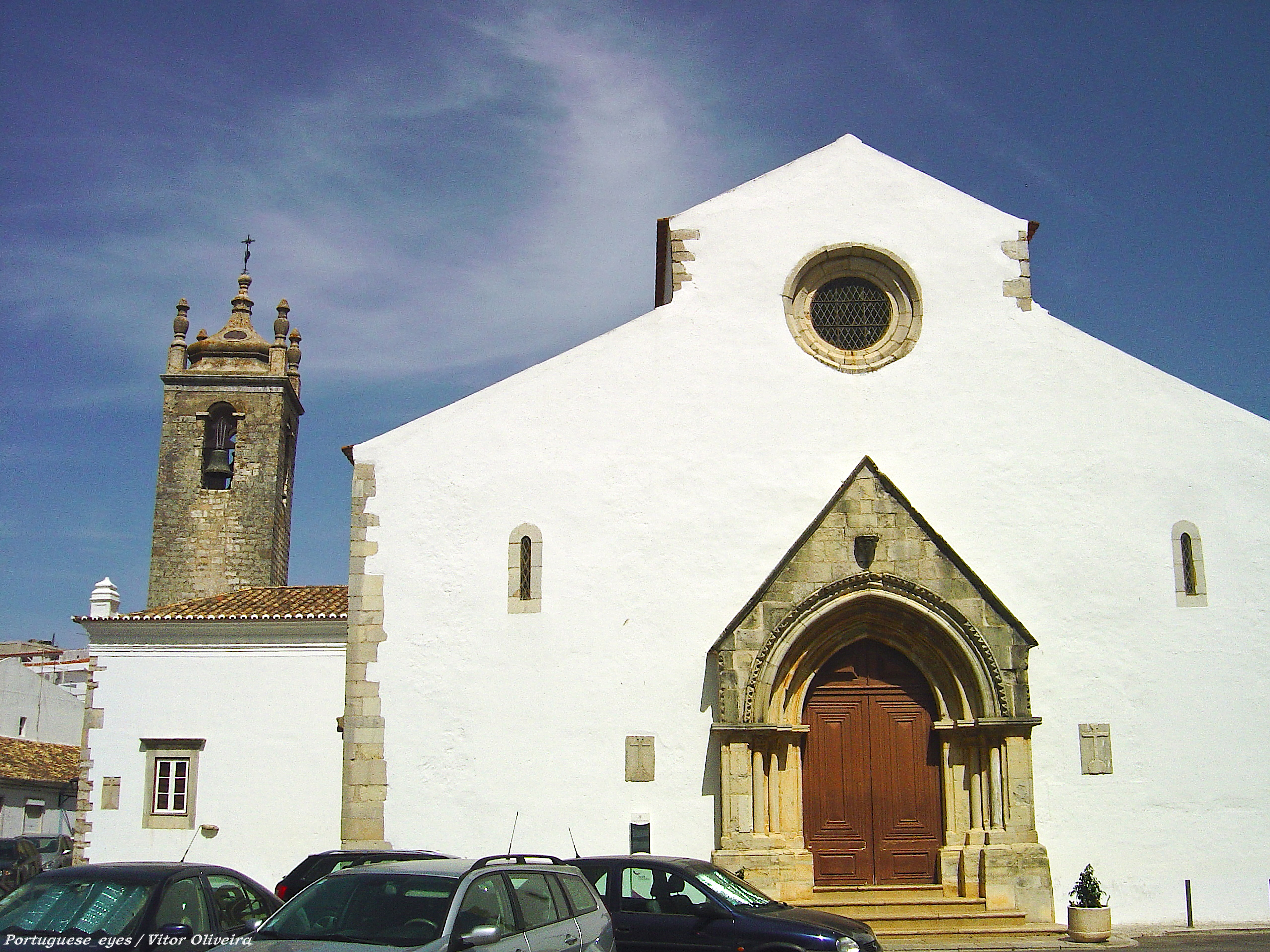
Kostel sv. Klimenta
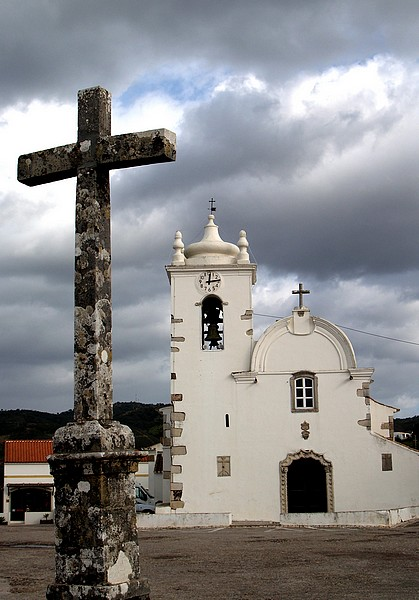
Kostel, Querença
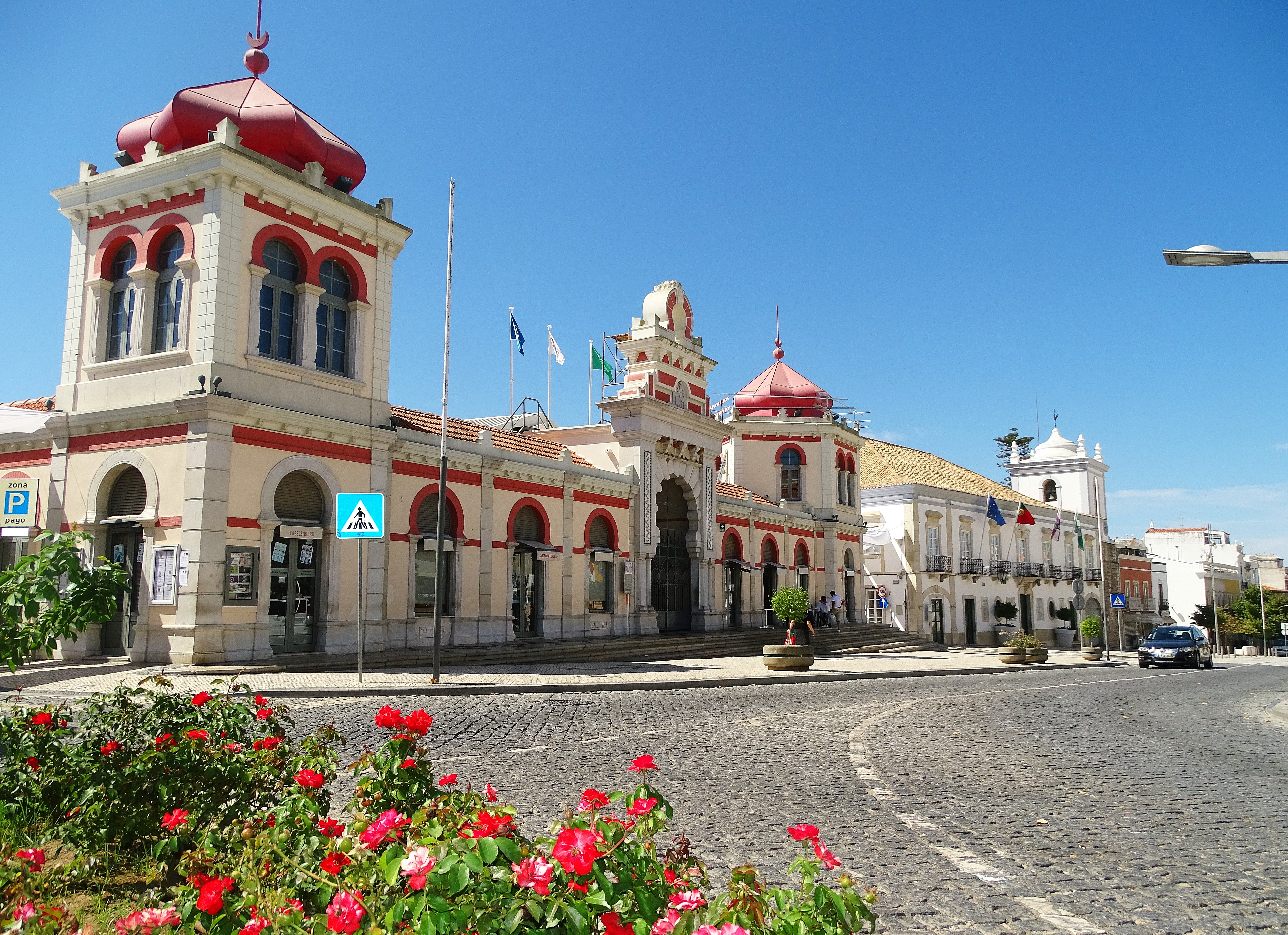
Městská tržnice
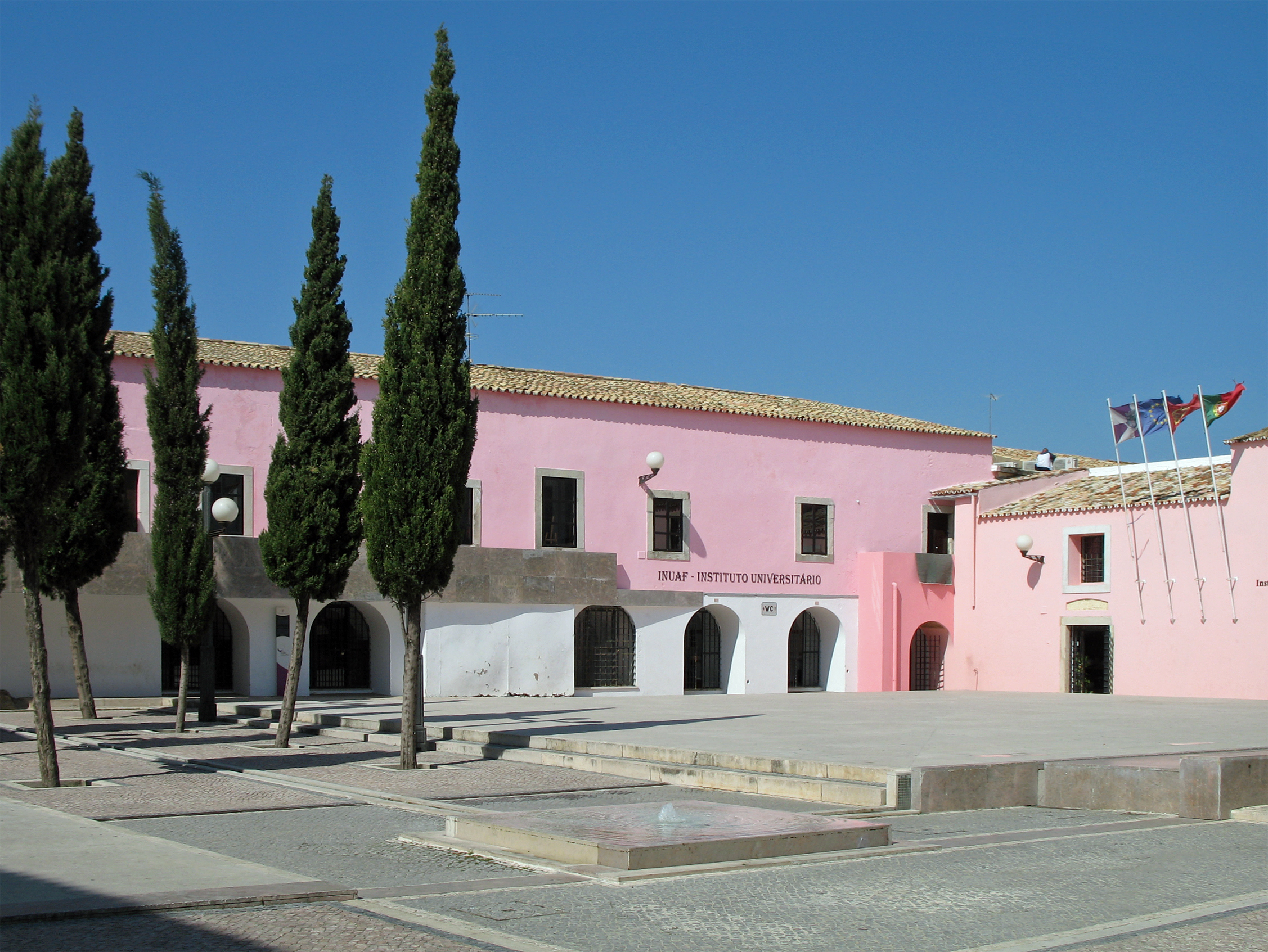
Univerzita
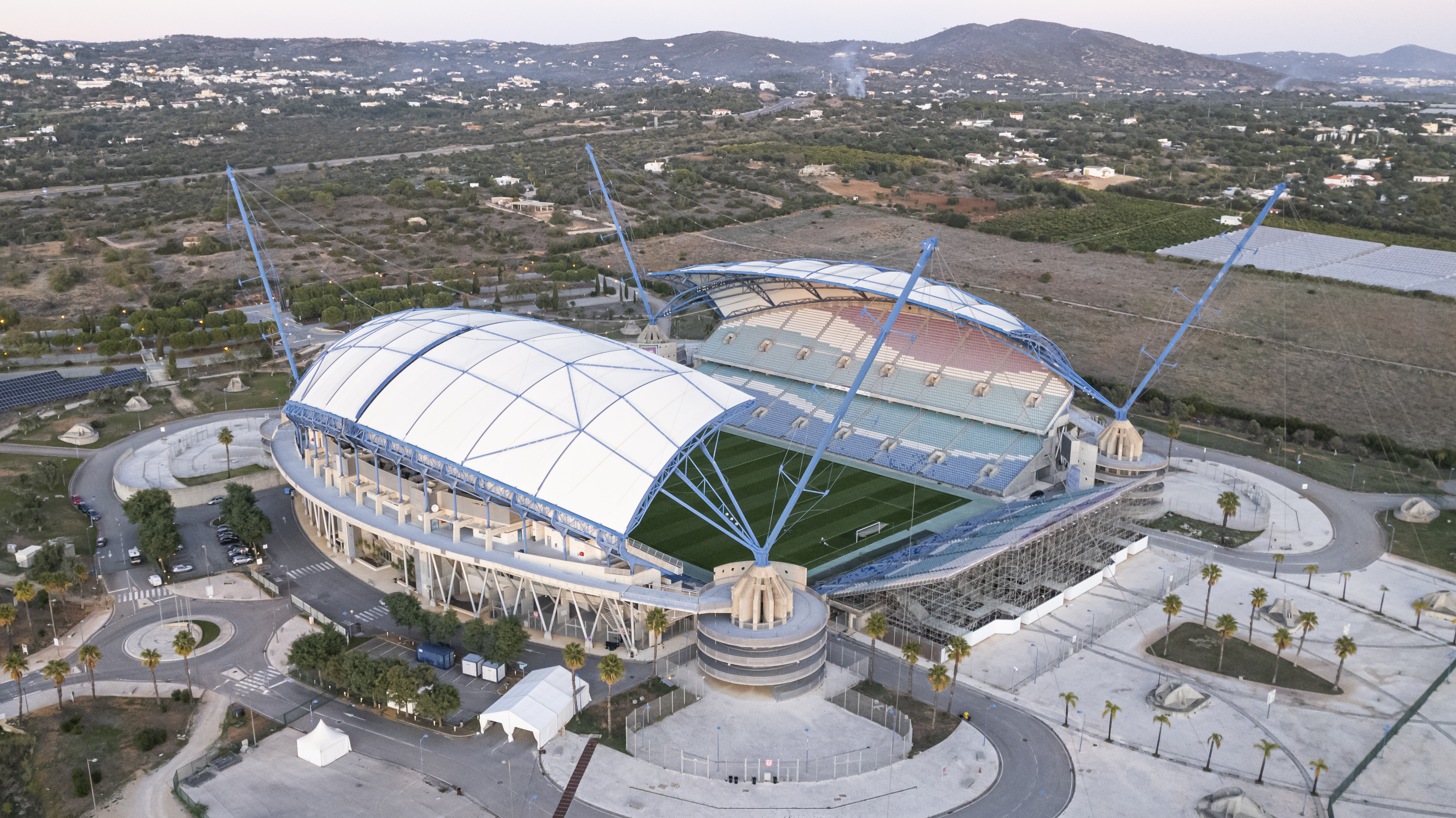
Stadion Algarve